# François Mounier
Ne doit pas être confondu avec François Mounier (rugby à XV).
François Mounier, né à La Rochelle en France et mort le 17 juin 1769, est un marchand, membre du conseil de James Murray, et juge.

## Biographie
François Mounier était un négociant huguenot qui vint au Canada probablement vers la fin des années 1740. Deux de ses frères étaient marchands à La Rochelle ; l’un des deux, Henry, résida même quelque temps à Québec.
François Mounier ouvrit une maison de commerce à Québec au cours des années 1750, et fut associé avec sieur Grelleau, marchand de cette ville. 
Le 13 août 1764, le gouverneur Murray l'a nommé au conseil nouvellement créé et formé exclusivement de protestants. François Mounier était le seul membre de langue française. Murray croyait que cette nomination pourrait inciter les Canadiens à embrasser le protestantisme. C’est du moins ce qu’il explique dans une lettre adressée le 23 août 1764 au Board of Trade. Le gouverneur Guy Carleton, laisse assez peu d’illusions sur le rôle que devait jouer au conseil ce membre d’expression française. Il écrit en effet au ministre Shelburne, dans une dépêche en date du 25 octobre 1766: M. Mounier, un autre membre du conseil, est un commerçant honnête et tranquille, mais comme presque tous les Canadiens, il est peu familier avec notre langue et nos coutumes ; il signera sans examen tout ce que les amis le solliciteront de signer.
Le 13 novembre 1764, Mounier était nommé juge instructeur à la Cour de chancellerie (le gouverneur et son conseil). En mai 1765, il fut créé juge de paix pour le district de Québec et celui de Montréal. Vers la même époque, on le mentionne comme juge de la Cour des plaids communs.
Il mourut le 17 juin 1769 et fut inhumé le lendemain dans « la chapelle de l’évêché », où, depuis 1759, les protestants pouvaient recevoir la sépulture. Comme d’autres huguenots français ou suisses, Mounier s’était vu subitement après le traité de Paris (1763) accorder des postes importants alors que sa présence était à peine tolérée sous le régime précédent.